# DigiProtect
Die DigiProtect Gesellschaft zum Schutze digitaler Medien mbH wurde am 21. Dezember 2006 von Moses Pelham und Andreas Walter gegründet.
Geschäftsführer der DigiProtect war Alexandros Besparis.
Die Gesellschaft wurde am 12. Februar 2013 in FDUDM2 GmbH umbenannt, anschließend wurde am 15. Februar 2013 das vorläufige Insolvenzverfahren eröffnet.

## Geschäftsmodell
In einem Flyer aus dem Jahr 2007 bewarb die Firma den eigenen Gesellschaftszweck damit, „Anbieter rechtswidriger Inhalte zur Abgabe einer Unterlassungsverpflichtungserklärung und Zahlung eines pauschalen Schadensersatzes zu bewegen“. Das Unternehmen kam ursprünglich aus der Musikindustrie, zwischenzeitlich wurde DigiProtect auch für die Durchsetzung der Urheberrechte von Film- und Fernsehproduktionen verstärkt eingesetzt. DigiProtect wollte durch Aufklären, Abmahnen und Abschrecken das illegale Anbieten von urheberrechtlich geschützten Werken im Internet eingrenzen. In erster Linie fielen die in großem Umfang genutzten Abmahnungen auf.

## Kritik
Einige Medien und Blogs kritisierten die Massenabmahnungen von DigiProtect und der von ihr beauftragten Anwaltskanzlei Kornmeier & Partner. Kritikpunkt war die Inrechnungstellung von Anwaltskosten. DigiProtect erregte den Verdacht, nicht ihr geistiges Eigentum verteidigen, sondern mit Massenabmahnungen Geld erwirtschaften zu wollen. Die Kritik wurde teilweise durch Öffentlichmachung interner Konversation durch WikiLeaks angeregt, die diesen Verdacht zu bestätigen schien.